# リバティ・ハウス (デパート)
リバティ・ハウス（英語: Liberty House）とは、アメリカ合衆国のハワイ州ホノルルに本社を構えていた老舗百貨店及び専門店チェーンである。ハワイ諸島全土やグアムに店舗を置いたほか、かつてはアメリカ本土にもいくつかの店舗を有した。2001年にメイシーズに買収されて店名は消滅した。

## 歴史
リバティ・ハウスの起源はドイツ人貿易商ハインリッヒ・ハックフェルト（Heinrich Hackfeld）がハワイ王国時代の1849年に創業した「ハックフェルト・ドライ・グッズ」（Hackfeld's Dry Goods）にさかのぼる。その後店舗は彼の甥であるB.F.エーラス（B. F. Ehlers）にちなんで改名された。ハックフェルトは貿易業や海運業、そして不動産業に集中しながらも店舗への関心を持ち続けた。1881年にはポール・アイゼンバーグ（Paul Isenberg）(1837–1903)が共同代表となった。1898年にハックフェルト家およびアイゼンバーグ家のハワイにおける事業は公式にH. Hackfeld & Co.として再組織された。
その後H. Hackfeld & Co.は第一次世界大戦後の1918年に敵性外国人の財産としてアメリカ政府に接収された。ハックフェルトやアイゼンバーグの相続人はいまだドイツに住んでいたからである。そして事業は新たにつくられた共同事業体である「アメリカン・ファクターズ」（American Factors、のちにアムファク（Amfac）として知られる）に売却された。同時にエーラスの店は反独感情のために「リバティ・ハウス」と改名された。ハックフェルトのサトウキビプランテーションや不動産を取り込んだことでアムファクはハワイの五大企業（ビッグ・ファイブ）の一角を占めることとなった。
そしてアムファクがアメリカ本土で長くデパートの合同事業を手掛けてきたRhodes Western department stores（以下Rhodes社）を買収したことに伴って、1969年にリバティ・ハウスはアメリカ本土に進出した。Rhodes社の店舗は1971年から1974年にかけてリバティ・ハウスに改名された。
本土事業はしだいにアリゾナ州、カリフォルニア州、ネバダ州、オレゴン州、テキサス州、ニューメキシコ州、そしてワシントン州に店舗を展開した。事業拡大は1974年にサンフランシスコのストックトン通とオファレル通の間に旗艦店を構えたことで頂点に達した。その後業績の悪化と経営の乱れによって投資計画を再考することになり、1978年には本土事業からの撤退を開始して1984年には残った10店舗も売却した。
リバティ・ハウスは売上悪化のためカリフォルニアの10店舗のうち9店舗を閉鎖したが、サンマテオの「サンマテオ・ファッション・アイランド」だけは閉鎖されず、1986年まで維持された。
1988年にアムファクはシカゴの不動産投資会社であるJMB Realty Corp.（以下JMB社）にレバレッジド・バイアウトを利用して買収された。JMB社のオーナーシップのもと、1994年にはグアムのマイクロネシアモールに進出した。そして1998年には連邦倒産法第11章の適用が受理された。再生計画のもとではリゾート店の大半が閉鎖されることとなったため、40以上の店舗が一度に閉鎖された。
2001年に経営再建が終了すると、会社はメイシーズの持株会社Federated Department Stores（当時）に売却され、メイシーズ・ウエスト店に統合された。メイシーズは「LibertyHouse.com」ドメインをメイシーズのウェブサイトに誘導するように利用することでコモン・ロー商標権を維持している。サンフランシスコのリバティ・ハウスはメイシーズユニオンスクエア店のメンズストアとして2017年まで存続したが、その後閉鎖されて多目的店舗として改装されるという。

## 参照
- メイシーズ親会社がリバティハウスを買収。ハワイのことなら何でもハワイ123ドットコム